# Zabern-Affäre

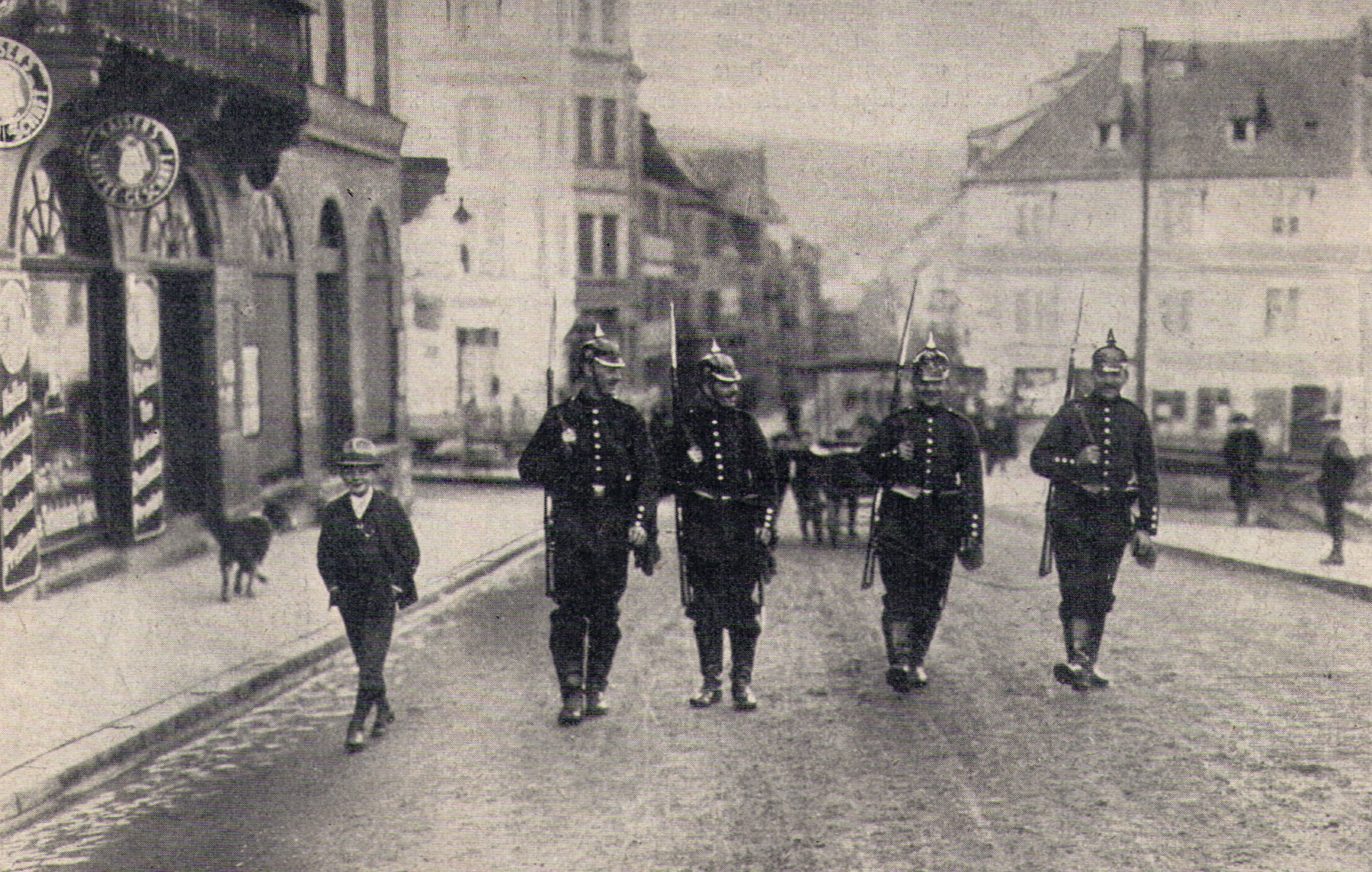
Militärpatrouille mit aufgepflanztem Seitengewehr
in den Straßen von Zabern Anfang Dezember 1913

Die Zabern-Affäre (französisch Affaire de Saverne oder Incident de Saverne) war eine innenpolitische Krise, die sich Ende 1913 im Deutschen Kaiserreich ereignete. Anlass waren Proteste im elsässischen Zabern (französisch Saverne), dem Standort zweier Bataillone des preußischen Infanterie-Regiments 99, nachdem ein Leutnant die elsässische Bevölkerung beleidigt hatte. Das Militär reagierte auf die Proteste mit rechtlich nicht gedeckten Willkürakten. Diese Übergriffe führten zu einer Reichstagsdebatte über die militaristischen Strukturen der deutschen Gesellschaft und die Stellung der Reichsleitung im Verhältnis zu Kaiser Wilhelm II. Die Affäre belastete nicht nur das Verhältnis zwischen dem Reichsland Elsaß-Lothringen und dem übrigen Deutschen Reich schwer, sondern führte auch zum ersten Missbilligungsvotum in der deutschen Geschichte gegen einen Reichskanzler.

## Anlass und Verlauf der Zabern-Affäre

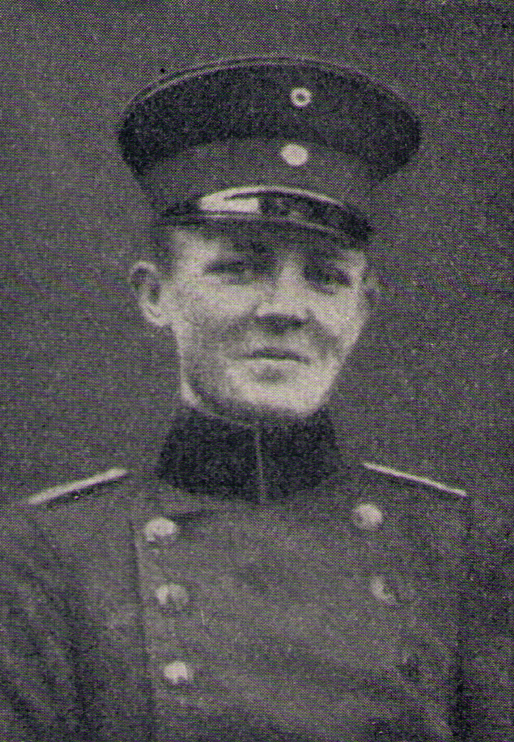
Leutnant Günter Freiherr von Forstner

### Leutnant Forstner beleidigt die Elsässer
Der 20-jährige Leutnant Günter Freiherr von Forstner (* 15. April 1893; † 29. August 1915 gefallen bei Kobryn) hatte sich während einer Rekruteneinweisung in Zabern am 28. Oktober 1913 in abfälliger Weise über die Einwohner geäußert und seine Untergebenen dazu aufgefordert, bei Konflikten im Zweifelsfall zum Seitengewehr zu greifen. So sagte er auf dem Kasernenhof vor versammelter Mannschaft: „Wenn Sie angegriffen werden, machen Sie von Ihrer Waffe Gebrauch.“ An einen bekanntermaßen wegen einer Messerstecherei vorbestraften Rekruten gewandt, fuhr er fort: „Und wenn Sie dabei so einen Wackes über den Haufen stechen, so schadet es nichts. Sie bekommen von mir dann noch zehn Mark Belohnung.“ Der bei der Instruktion anwesende Sergeant Willy Höflich erklärte daraufhin, er gebe „noch drei Mark dazu“. Unter den Eingewiesenen befanden sich auch elsässische Soldaten. „Wackes“ war ein Schimpfwort für Elsässer und bedeutete „Strolch“, „Bummler“ oder „Taugenichts“. Es hatte nach Auffassung der Zeitgenossen etwa die Bedeutung „wie der ‚Saupreuß‘ im Munde des Süddeutschen“. Neun Tage später, am 6. November 1913, berichtete der Zaberner Anzeiger über den Vorfall, den Zeugen einem Redakteur zugetragen hatten.
Bei anderer Gelegenheit soll der Leutnant einen elsässischen Soldaten auch aufgefordert haben, bei ihm mit den Worten „Ich bin ein Wackes“ Meldung zu machen. Außerdem hatte von Forstner seine Männer des Öfteren in aggressiv wirkender Sprache vor französischen Auslandsagenten gewarnt, die sie für die Fremdenlegion abwerben wollten. In diesem Zusammenhang soll er unter anderem gesagt haben: „Auf die Fahne Frankreichs könnt ihr scheißen!“ Diese Äußerungen von Forstners gelangten erst Mitte November durch weitere Presseberichte an die Öffentlichkeit und sorgten für neuerliche Erregung, wobei sich jetzt auch die französische Presse für den Vorgang interessierte.

### Öffentliche Entrüstung und unnachgiebige Militärs

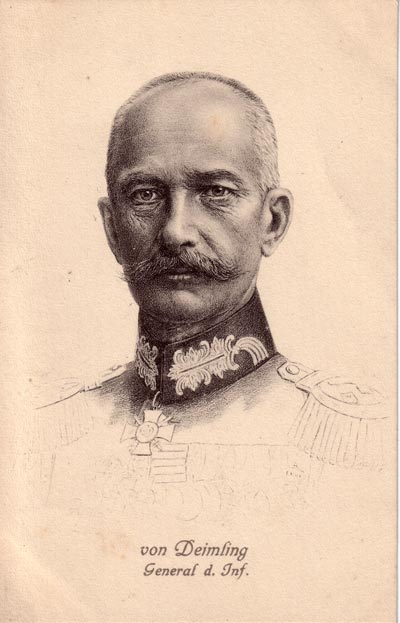
Berthold von Deimling

Das Erscheinen der Meldung über diesen Vorfall in den beiden Lokalzeitungen Elsässer und Zaberner Anzeiger führte zu Unmut bei der örtlichen Bevölkerung, und es kam in den folgenden Tagen zu Protesten gegen die Behandlung durch das Militär. Nach Ansicht der Elsässer verhielten sich die Militärs wie Besatzer einer fremden Macht. Der elsass-lothringische Statthalter Karl von Wedel, ein General und Diplomat, legte dem Regimentskommandeur Friedrich Ernst von Reuter sowie dem Kommandierenden General Berthold von Deimling als disziplinarische Maßnahme die Versetzung des Leutnants nahe. Diesen Ratschlag missachteten Reuter und Deimling. Aus ihrer Sicht war eine ernsthafte Bestrafung des Leutnants nicht mit der Ehre und dem Ansehen der Armee vereinbar, denn die hätte das Eingestehen eines Fehlers eines Offiziers bedeutet. Auch der Kaiser, als Vorgesetzter des Statthalters, und der Kronprinz mischten sich in diesem Sinne in die Affäre. Daraufhin wurde Leutnant von Forstner lediglich zu sechs Tagen Stubenarrest verurteilt. Die amtliche Stellungnahme der Behörden in Straßburg am 11. November spielte den Vorfall herunter und behauptete, „Wackes“ sei eine allgemeine Bezeichnung für streitsüchtige Personen. Elf Tage später verhaftete man zehn Angehörige der fünften Kompanie des Infanterieregimentes 99, denen vorgeworfen wurde, geheimhaltungspflichtige Tatsachen über die Zabern-Affäre der Presse gemeldet zu haben.
Die Proteste in der elsässischen Öffentlichkeit gingen davon unbeeindruckt weiter. Zur weiteren Verschlechterung der Stimmung trug bei, dass sich Leutnant von Forstner nach seinem Hausarrest wieder in der Öffentlichkeit zeigte und dabei auf Weisung des Garnisonskommandos stets von einer Eskorte aus vier bewaffneten Soldaten begleitet wurde, was besonders bei alltäglichen Verrichtungen wie dem Einkaufen von Schokolade und Zigaretten wie eine Provokation wirkte. Der junge Leutnant konnte sich nur unter dem Spott der Einwohner, die ihm „Wackes-Leutnant“ nachriefen, durch die Stadt bewegen. Bei seinen Auftritten außerhalb der Kaserne wurde von Forstner dann auch wiederholt vor allem von jugendlichen Demonstranten verhöhnt und beschimpft, ohne dass die lokalen Polizeibehörden dies verhindern konnten. Oberst Ernst von Reuter forderte daraufhin auf Weisung von General von Deimling den Vorsitzenden der lokalen Zivilverwaltung, Kreisdirektor Georg Mahl, auf, die Ordnung mit Hilfe der Polizei wiederherzustellen, anderenfalls müsse er selbst Maßnahmen ergreifen und ließe den Belagerungszustand erklären. Mahl, der als Elsässer mit der Bevölkerung sympathisierte, wies die Forderung zurück, da die Protestierenden sich friedlich verhalten und keine Gesetzesverstöße begangen hätten, und entgegnete der Drohung Reuters, den Belagerungszustand auszurufen, dass dies verfassungswidrig sei, da nur der Kaiser den Belagerungszustand erklären könne.

### Die Situation eskaliert

Vorderseite des Rohan-Schlosses in Zabern, das zu jener Zeit als Kaserne des preußischen Infanterie-Regiments Nr. 99 diente, während der Zabern-Affäre. Auf dem Platz vor dem Schloss fanden die Demonstrationen statt, die in Übergriffen des Militärs endeten.

Am 28. November 1913 versammelte sich erneut eine große Menschenmenge auf dem Platz vor der Kaserne des preußischen Militärs, was diesmal zu einer unangemessenen Gegenreaktion der Truppen führte: Von Reuter wies Leutnant Schadt, der zu diesem Zeitpunkt der Wachhabende Offizier war, an, die Menschenmenge aufzulösen. Dieser rief die Wachen zu den Waffen und forderte die demonstrierenden Bürger dreimal auf, auseinanderzugehen und ihre Versammlung zu beenden. Anschließend trieben die Soldaten die Menge unter Androhung von Waffengewalt über den Platz in eine Seitenstraße und verhafteten ohne Rechtsgrundlage eine größere Anzahl von Personen. Unter den Gefangenen waren auch der Präsident, zwei Richter und ein Staatsanwalt des Zaberner Landgerichts, die beim Verlassen des Gerichtsgebäudes zufällig in die Menge geraten waren. 26 der verhafteten Personen (darunter die beiden Landgerichtsräte Kalisch und Boemelmanns) wurden über Nacht im Keller des Schlosses, dem so genannten Pandurenkeller, festgehalten. Außerdem durchsuchten Soldaten rechtswidrig die Redaktionsräume einer lokalen Zeitung nach Hinweisen auf jene Informanten, die die Fehlgriffe Forstners an die Öffentlichkeit gebracht hatten.
Über die Stadt wurde der Belagerungszustand verhängt, so dass das Militär faktisch die Regierungsgewalt übernahm und die zivile Verwaltung außer Kraft setzte. Zur Verhinderung weiterer Demonstrationen und Aufläufe ließ man Soldaten mit aufgepflanztem Bajonett in den Straßen patrouillieren und Maschinengewehre aufstellen.

### Die ersten Reaktionen des Kaisers

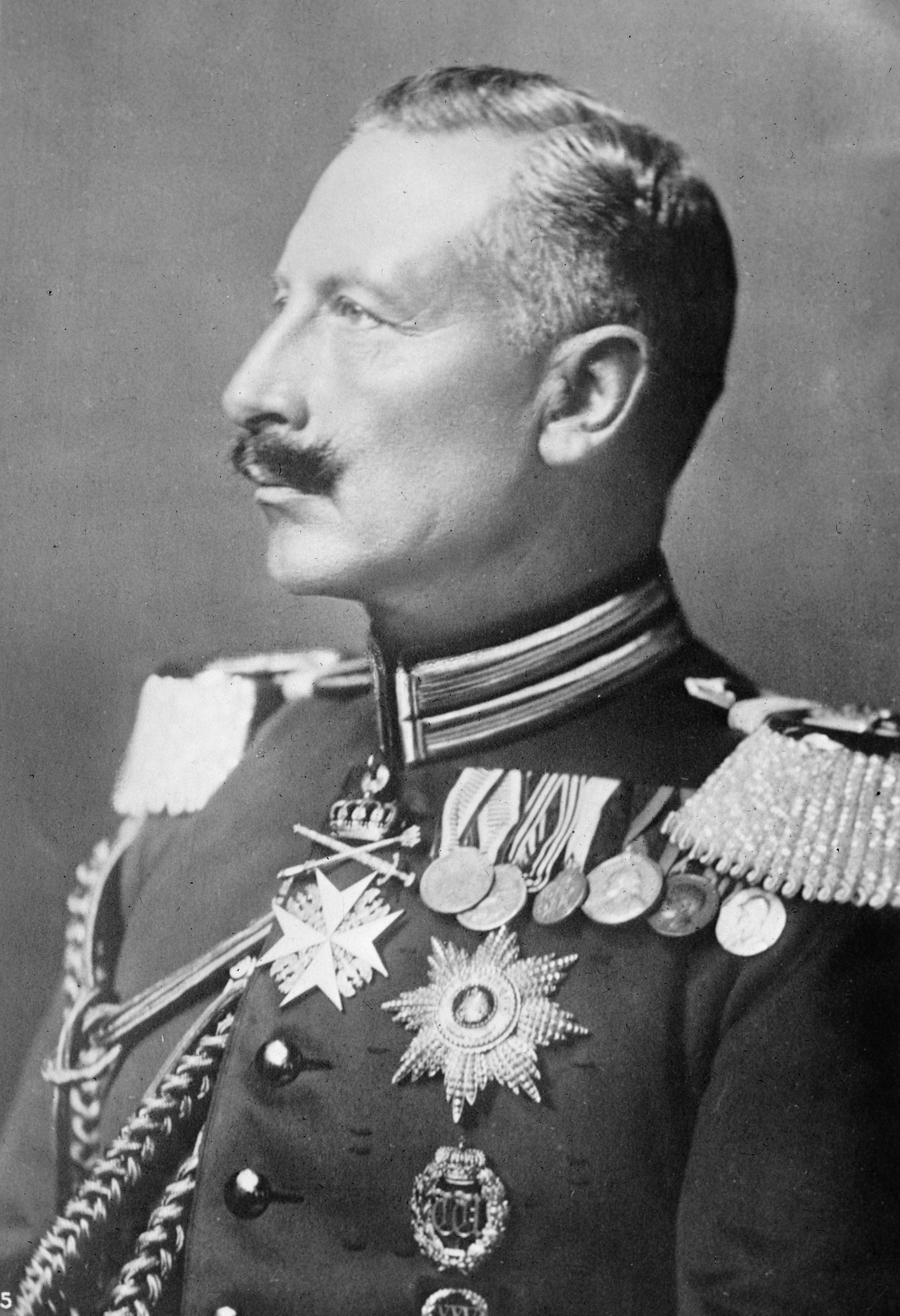
Kaiser Wilhelm II.

Kaiser Wilhelm II. befand sich zu der Zeit zur Jagd auf dem Gut von Max Egon Fürst zu Fürstenberg in Donaueschingen. Obwohl diese Reise schon lange vor den Ereignissen in Zabern organisiert worden war, hinterließ das Desinteresse Wilhelms einen schlechten Eindruck. Gerüchten zufolge hatte Kaiserin Auguste Viktoria sogar einen Zug angefordert, mit dem sie zu ihrem Ehegatten fahren und ihn zu einer Rückkehr nach Berlin bewegen wollte. Nach Einschätzung des Historikers Wolfgang J. Mommsen unterschätzte Wilhelm II. zu diesem Zeitpunkt die politische Dimension der Vorfälle im Elsass. Die Berichte, die der elsass-lothringische Statthalter Karl von Wedel nach Donaueschingen sandte und in denen er die Vorfälle als exzessiv sowie unrechtmäßig beschrieb und um persönliche Rücksprache mit dem Kaiser bat, wurden hinhaltend beantwortet. Wilhelm II. wollte zuvor den Bericht des Militärischen Hauptquartiers in Straßburg abwarten.
Am 30. November trafen der preußische Kriegsminister Erich von Falkenhayn, der zuständige Kommandierende General in Straßburg, Berthold von Deimling, und einige andere ranghohe Offiziere in Donaueschingen ein, womit sechstägige Beratungen begannen. Die Öffentlichkeit wurde dadurch zusätzlich aufgebracht, da der Kaiser offenbar nur die Sichtweise des Militärs hören wollte. Reichskanzler Theobald von Bethmann Hollweg, der übergangen wurde und immer mehr unter Druck geriet, trat der Konferenz kurz vor ihrem Ende bei. Das Ergebnis war aus Sicht kritischer Bevölkerungsschichten ernüchternd; der Kaiser billigte das Verhalten der Militäroffiziere und sah keine Anhaltspunkte dafür, dass sie ihre Befugnisse überschritten hätten. Deimling sandte einen General nach Zabern, der die Zivilgewalt am 1. Dezember wieder einsetzte.

### Von Forstners zweiter Fehltritt
Am 2. Dezember führte der mittlerweile zu einer anderen Kompanie versetzte von Forstner im Rahmen einer Militärübung in der Umgebung von Zabern eine Gruppe Soldaten in den Ort Dettweiler. In der Nähe einer Schuhfabrik wurde er von Arbeitern erkannt und mit spöttischen Rufen bedacht. Der Leutnant verlor daraufhin die Beherrschung und gab den Befehl, die Passanten festzunehmen, die aber bis auf einen körperbehinderten Schustergesellen entkommen konnten. In seiner Wut streckte v. Forstner den bereits festgenommenen jungen Mann mit seinem Säbel nieder, so dass er schwere Kopfverletzungen davontrug. Dieser neuerliche Akt der Aggression spitzte die Affäre weiter zu.
Von Forstner wurde wegen dieses Vorfalls disziplinarisch belangt und von einem Militärgericht in erster Instanz zu 43 Tagen Arrest verurteilt, die zweite Instanz hob das Urteil allerdings wieder auf. Obwohl ihn fünf bewaffnete Soldaten begleitet hatten und der Schuster unbewaffnet sowie halbseitig gelähmt war, interpretierten die Richter sein Handeln als Notwehr, da der Schuhmacher sich der Majestätsbeleidigung schuldig gemacht habe. In Militärkreisen erhielt von Forstner Zuspruch, da er mit seiner Gewalttat „die Ehre der Armee verteidigt“ habe. Er wurde zum 3. Pommerschen Infanterieregiment Nr. 14 in Bromberg versetzt und fiel am 29. August 1915 bei Kobrin, Russland.

### Proteste im ganzen Deutschen Reich

Der Pandurenkeller: Arrestzellentrakt im Keller des Zaberner Schlosses, in dem die vom Militär festgenommenen Zivilisten über Nacht in Gewahrsam gehalten wurden. Darunter waren auch an den Demonstrationen gänzlich unbeteiligte Personen, u. a. mehrere Richter, was von der bürgerlichen Öffentlichkeit in Deutschland mit Fassungslosigkeit aufgenommen wurde.

Bereits am 28. November hatte sich der Gemeinderat von Zabern in einem Telegramm an Kaiser Wilhelm II., Bethmann Hollweg und Falkenhayn gewandt und gegen die willkürlichen Verhaftungen seiner Bürger protestiert. Zwei Tage später fand in Mülhausen eine 3000 Teilnehmer starke Versammlung der SPD statt, die gegen die Übergriffe der Soldaten demonstrierte. In einer Resolution bezeichneten die Teilnehmer den Staat als Militärdiktatur und forderten dazu auf, notfalls auch durch Streiks gegen die herrschenden Zustände zu opponieren. In Straßburg riefen die Bürgermeister mehrerer Städte Elsass-Lothringens am 2. Dezember den Kaiser auf, Maßnahmen zu ergreifen, um den Schutz ihrer Bewohner vor Militärwillkür zu gewährleisten.
Die Welle der Empörung breitete sich auf das ganze Reich aus, insbesondere im Umfeld der SPD herrschte Entsetzen über die Vorgehensweise des Militärs. Am 3. Dezember rief der Parteivorstand der SPD alle Organisationen der Partei zu Protestversammlungen auf. Vier Tage später fanden in siebzehn deutschen Städten, u. a. in Berlin, Breslau, Chemnitz, Duisburg, Düsseldorf, Elberfeld (heute zu Wuppertal), Köln, Leipzig, Mülheim an der Ruhr, München, Solingen und Straßburg, Kundgebungen statt, auf denen Sozialdemokraten gegen die Willkürherrschaft der Militärs demonstrierten und Bethmann Hollweg sowie Falkenhayn zum Rücktritt aufforderten. An den Ereignissen in Zabern entzündete sich eine Volksbewegung gegen den Militarismus und für die Verteidigung der Rechte der nationalen Minderheiten im Deutschen Reich.
Ein Einlenken der Regierung oder des Kaisers war jedoch nicht zu erkennen. Um weiteren Problemen vorerst aus dem Weg zu gehen, ordnete der Kaiser von Donaueschingen aus am 5. Dezember eine vorübergehende Verlegung der Zaberner Einheiten an. In den nächsten beiden Tagen zogen die Soldaten auf die Truppenübungsplätze Oberhofen (bei Hagenau) und Bitsch um.
Die weiteren Auflehnungen wurden unterdrückt. Das Kriegsgericht in Straßburg verurteilte am 11. Dezember zwei Rekruten aus Zabern zu drei bzw. sechs Wochen Militärarrest, weil sie die beleidigenden Äußerungen von Forstners öffentlich bestätigt hatten. Die Straßburger Polizei beschlagnahmte auf Antrag des dortigen Generalkommandos des XV. Armeekorps unter General von Deimling am 17. Dezember eine von der Grammophonfirma Cromer und Schrack hergestellte Schallplatte. Diese offenbarte in Dialogen, die mit Trommelwirbel untermalt waren, die Geschehnisse im Rahmen der Zabern-Affäre. Zudem stellten die Militärs Strafantrag wegen der Beleidigung deutscher Offiziere. Dementsprechend erlahmten die Proteste.

### Missbilligungsvotum gegen Bethmann Hollweg

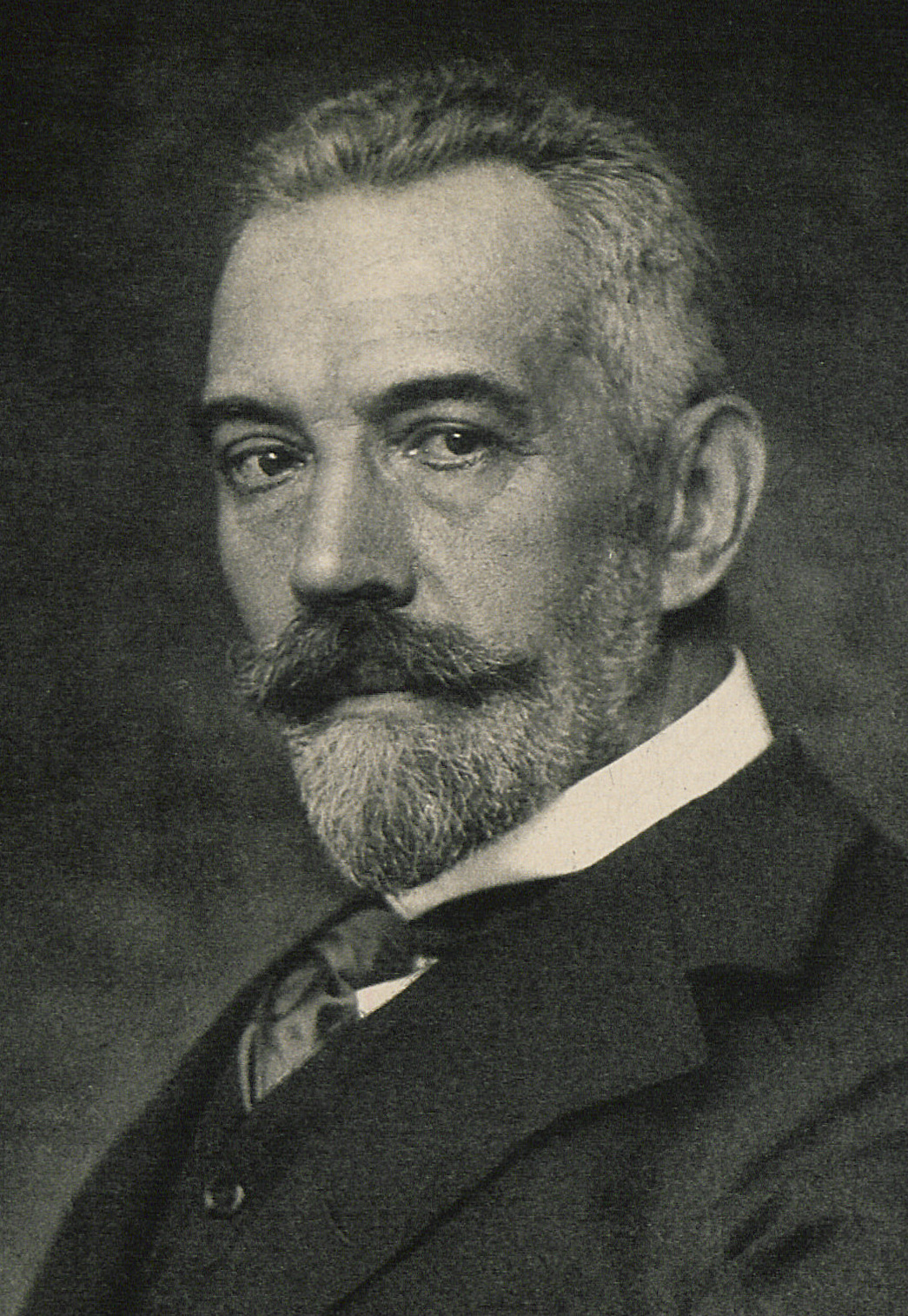
Theobald von Bethmann Hollweg

Die Ereignisse in Zabern lösten auch im Reichstag erregte Debatten aus. Das Zentrum, die SPD und die Fortschrittliche Volkspartei richteten parlamentarische Anfragen an den Kanzler. Drei Abgeordnete – Karl Hauss vom Zentrum, Adolf Röser von der Fortschrittspartei und Jacques Peirotes von den Sozialdemokraten – eröffneten die Diskussion am 3. Dezember, indem sie jeweils stellvertretend für ihre Partei ihre kritische Sicht auf die Zabern-Affäre darlegten. Bethmann Hollweg spielte in seiner anschließenden Rede das Verhalten der Militärs herunter. Laut Beobachtern der Debatte wirkte er sichtlich nervös und angeschlagen. Nach ihm äußerte sich zum ersten Mal Falkenhayn vor dem Reichstag. Er verteidigte die Offiziere, die nur ihre Pflicht getan hätten, und griff unter anderem die Presse scharf an, die mit propagandistischen Methoden die Affäre hochgespielt habe, um Einfluss auf das Militär zu nehmen.
Zu diesem Zeitpunkt wurde deutlich, wie unterschiedlich die Ansichten von Reichstag und Reichskanzler waren. Die Debatte wurde am nächsten Tag fortgeführt, Bethmann Hollweg äußerte sich dabei erneut zu den Ereignissen. Zwar machte seine zweite Rede einen besseren Eindruck, doch sie konnte die Stimmung im Reichstag nicht mehr umdrehen. Noch am 4. Dezember machte zum ersten Mal in der Geschichte des Kaiserreichs das Parlament von der Möglichkeit eines Missbilligungsvotums (§ 33a der Geschäftsordnung des Reichstags) Gebrauch, die ihm seit 1912 zustand. Mit 293 Stimmen bei 4 Enthaltungen und 54 Gegenstimmen, welche ausschließlich aus den Reihen der Konservativen kamen, missbilligte es das „nicht der Anschauung des Reichstages“ entsprechende Verhalten der Regierung.
Der Kanzler lehnte den von der SPD nunmehr geforderten Rücktritt erwartungsgemäß ab.

## Folgen

### Der Prozess gegen von Reuter und Schadt

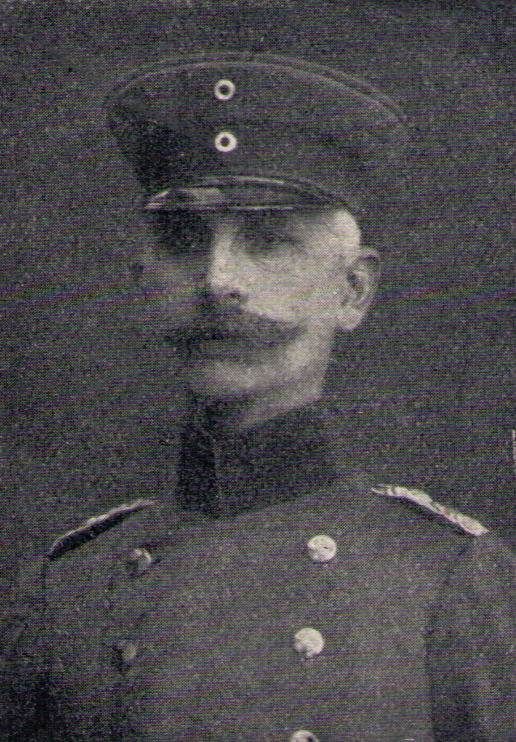
Oberst Ernst von Reuter war 1913 Kommandeur des in Zabern garnisonierten preußischen Infanterie-Regiments

Die vom 5. bis 10. Januar 1914 vor dem Kriegsgericht in Straßburg erfolgte Gerichtsverhandlung sprach die beiden Hauptverantwortlichen Oberst von Reuter und Leutnant Schadt vom Vorwurf frei, sich unrechtmäßig Zivilpolizeigewalt angeeignet zu haben. Das Gericht entschuldigte sich zwar für die Übergriffe der Soldaten, sprach die Schuld aber den Zivilbehörden zu, deren Aufgabe es gewesen wäre, für Ordnung zu sorgen. Es verwies dabei auf eine bis dahin vergessene preußische Kabinettsorder aus dem Jahre 1820, bei der es zudem zweifelhaft war, ob sich die Rechtmäßigkeit auch auf das Reichsland erstreckte. Gemäß der Order muss der höchstrangige Militärbeamte einer Stadt die rechtliche Gewalt an sich ziehen, wenn die Zivilverwaltung den Schutz der Ordnung vernachlässigt. Weil die Angeklagten aufgrund dieser Bestimmungen gehandelt hatten, konnten sie nicht verurteilt werden.
Während viele liberale Bürger, die den Prozess interessiert verfolgt hatten, nun enttäuscht waren, machte sich unter den anwesenden Militärs großer Jubel über das Urteil breit; noch im Gerichtssaal gratulierten sie den Angeklagten. Auch Wilhelm II. zeigte sich sichtlich erfreut und verlieh von Reuter gar postwendend einen Orden. Das Militär verließ jedoch die Bühne keineswegs als starker und selbstbewusster Sieger, war doch deutlich geworden, wie stark die Öffentlichkeit selbst eine verbale Äußerung eines Soldaten verfolgte und missbilligte.

### Gesetzliche Regelung des Militäreinsatzes im Inneren
Am 14. Januar beschloss der Reichstag, einen Ausschuss einzusetzen, der die Rechte des Militärs gegenüber der Zivilgewalt gesetzlich regeln sollte. Zwei Anträge des NLP-Vorsitzenden Ernst Bassermann und des Zentrumspolitikers Martin Spahn, welche die Reichsregierung zur Klärung der zivilrechtlichen Kompetenz militärischer Instanzen aufforderten, wurden zehn Tage später vom Reichstag mehrheitlich gebilligt.
Das Ergebnis, die „Vorschrift über den Waffengebrauch des Militärs und seine Mitwirkung zur Unterdrückung innerer Unruhen“, erließ der Kaiser am 19. März. Sie untersagte es der preußischen Armee, eigenmächtig in die Kompetenz ziviler Behörden einzuschreiten. Stattdessen müsse ein Truppeneinsatz vorher von der Zivilgewalt angefordert werden. Das Gesetz hatte bis zum 17. Januar 1936 Bestand, als die Nationalsozialisten es mittels der „Verordnung über den Waffengebrauch der Wehrmacht“ aufhoben.

### Wiederaufleben der Reichstagsdebatte
Der Strafrechtswissenschaftler Franz von Liszt entfachte eine neue Debatte im Reichstag, als er die Gültigkeit der Kabinettsorder aus dem Jahre 1820 bestritt. Am 23. Januar bestätigte Bethmann Hollweg im Reichstag jedoch die Geltung der Order und legitimierte dadurch die militärischen Handlungen in Zabern.

### Öffentlichkeit
Die Affäre machte deutlich, wie stark im Deutschen Reich die zivilgesellschaftliche Öffentlichkeit geworden war, welche große Rolle das Parlament in der Öffentlichkeit spielte, wie umstritten militaristische Tendenzen waren – und wie wenig sich der Kaiser gegen diese Öffentlichkeit isolieren konnte. Dass ein Soldat eine Zivilperson beleidigte, konnte das ganze Reich in eine Krise versetzen – ohne dass es zu Toten gekommen war. Das vom Reichstag auf den Weg gebrachte neue Gesetz, das den Waffeneinsatz des Militärs im Innern stark einschränkte, bestätigte das liberale Bürgertum, das gegen den Militarismus protestiert hatte.

### Folgen für Elsass-Lothringen

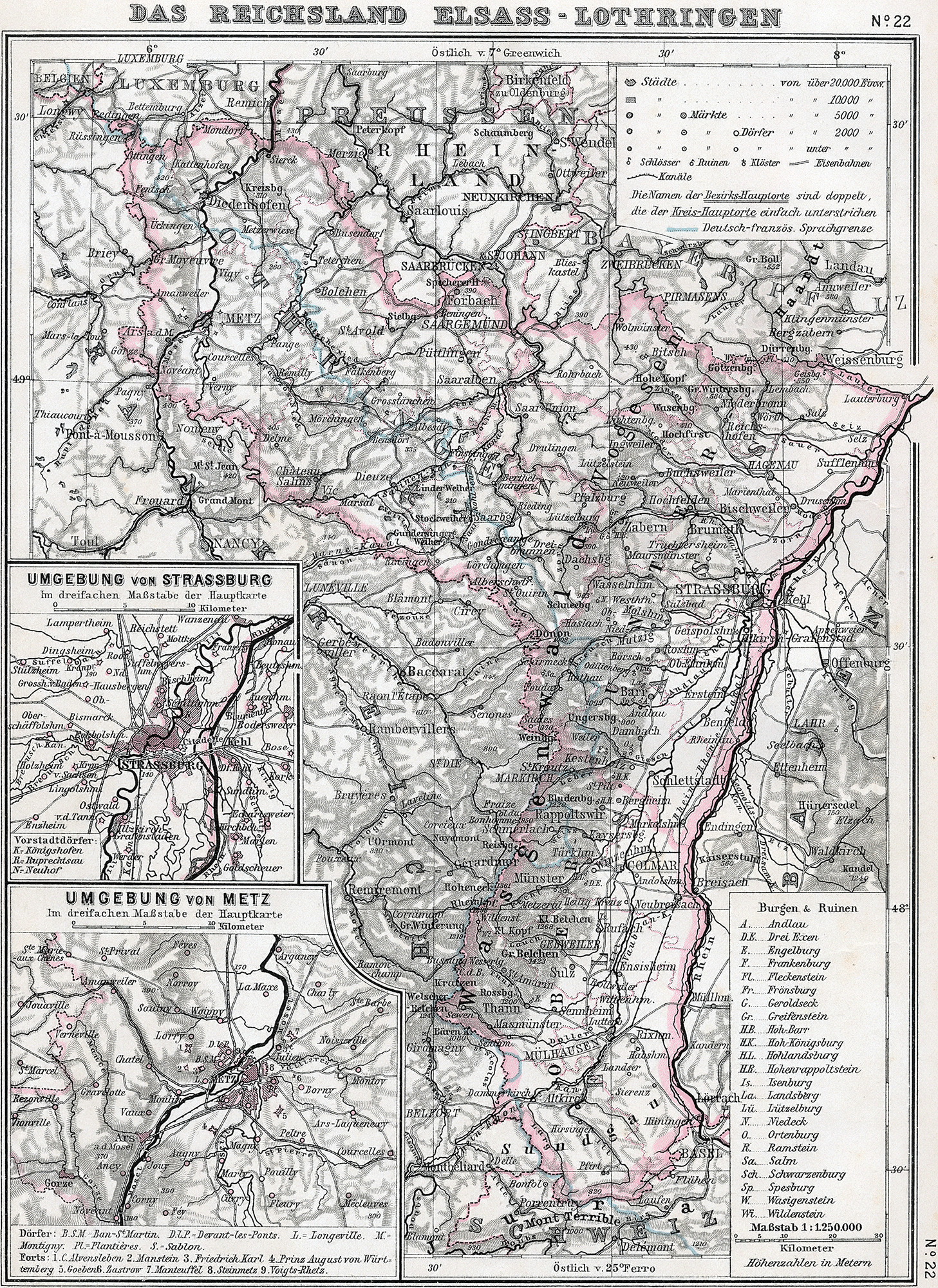
Karte des Reichslandes aus dem Jahr 1905

Das Verhältnis zwischen Elsaß-Lothringen und dem übrigen Deutschen Reich wurde merklich in Mitleidenschaft gezogen. Elsässer und Lothringer fühlten sich der Willkür des deutschen Militärs mehr denn je schutzlos ausgeliefert. Die zweite Kammer des elsass-lothringischen Parlaments äußerte sich in einer Resolution am 14. Januar zu den Vorfällen. Während sie das Verhalten der Zivilbehörde verteidigte, verurteilte sie die Aktion des Militärs sowie den Freispruch des Regimentskommandeurs von Reuter. Landtagsabgeordnete verschiedener Parteien gründeten in Straßburg am 26. Februar die Liga zur Verteidigung Elsaß-Lothringens.
Durch die Zabern-Affäre kam es auch zu personellen Veränderungen, infolge deren die beiden wichtigsten zivilen Positionen in Elsass-Lothringen neu besetzt wurden. Am 31. Januar wurde der Staatssekretär des Ministeriums für Elsaß-Lothringen, Hugo Freiherr Zorn von Bulach, durch den Potsdamer Oberpräsidialrat Siegfried Graf von Roedern ersetzt. Statthalter Karl von Wedel nahm am 18. April seinen Hut, woraufhin der Kaiser zur Enttäuschung der Elsässer den preußischen Innenminister Johann von Dallwitz in dieses Amt brachte. Dallwitz war ein entschiedener Verfechter des Obrigkeitsstaates und lehnte auch die Verfassung ab, die man dem Reichsland 1911 gewährt hatte.

### Verarbeitung in Literatur und Sprache

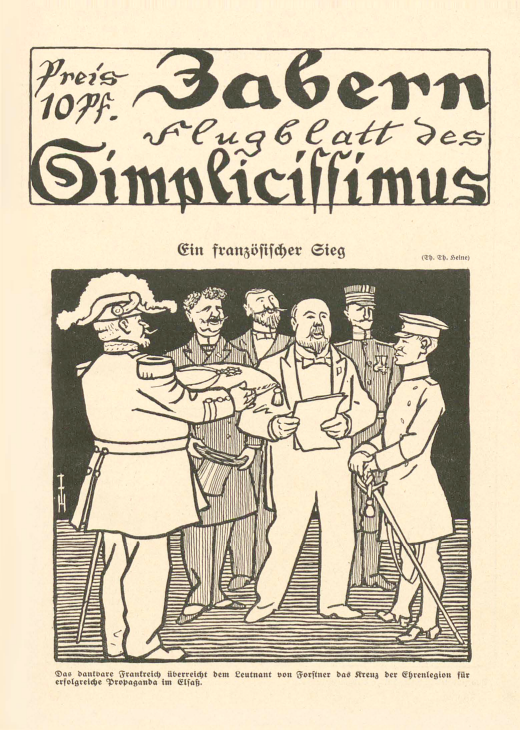
Der Simplicissimus widmete der Affäre ein Flugblatt von Th. Th. Heine mit dem Titel „Ein französischer Sieg“: Auf dem Bild verleiht der französische Staatspräsident Raymond Poincaré dem Zaberner Leutnant v. Forstner das Kreuz der Ehrenlegion.

Der Schriftsteller Heinrich Mann verarbeitete die Zabern-Affäre in seinem Roman Der Untertan.
Der Schriftsteller Ulrich Rauscher höhnte in einem Gedicht über den „braven Bürger“:
Ob Euresgleichen auch zu Haufen

vor Bajonett und Säbelhieb –

Marsch, Marsch! Hopp, Hopp! – Spießruten laufen:

Ihr seid doch alle leutnantslieb!

Ihr fühlt nur unter Kolbenstößen

Euch wahrhaft wohl im Vaterland.

Verdammt, die sich derart entblößen,

nachdem sie selber sich entmannt!

Euch werde fernerhin in Gnaden

der Säbel übers Hirn gehaut!

Ihr seid des Deutschen Reichs Kastraten!

Hurrah, du Eisenbraut!
Kurt Tucholsky machte sich in einem Gedicht für den Vorwärts über den „Mut“ von Leutnant von Forstner lustig:
Der Held von Zabern

Ein „Mann“ mit einem langen Messer,

und zwanzig Jahr –

ein Held, ein Heros und Schokladenesser,

und noch kein einzig Schnurrbarthaar.

Das stelzt in Zaberns langen Gassen

und kräht Sopran –

Wird man das Kind noch lange ohne Aufsicht lassen? –

Es ist die allerhöchste Eisenbahn! –

Das ist so einer, wie wir viele brauchen! –

Er führt das Korps!

Und tief bewegt sieht man die Seinen tauchen

nach Feinden tief in jedes Abtrittsrohr.

Denn schließlich macht man dabei seine Beute –

wer wagt, gewinnt!

Ein lahmer Schuster ist es heute,

und morgen ist’s ein Waisenkind.

Kurz: er hat Mut, Kuhrasche oder besser:

ein ganzer Mann! –

Denn wehrt sich jemand, sticht er gleich mit’s Messer,

schon, weil der and’re sich nicht wehren kann.
In Anlehnung an das Verhalten des Militärs fand der Begriff zabernism als Bezeichnung für den Missbrauch militärischer Gewalt oder für tyrannisches, aggressives Verhalten im Allgemeinen zeitweise Eingang in die englische Sprache.

## Zeitgenössische Zitate

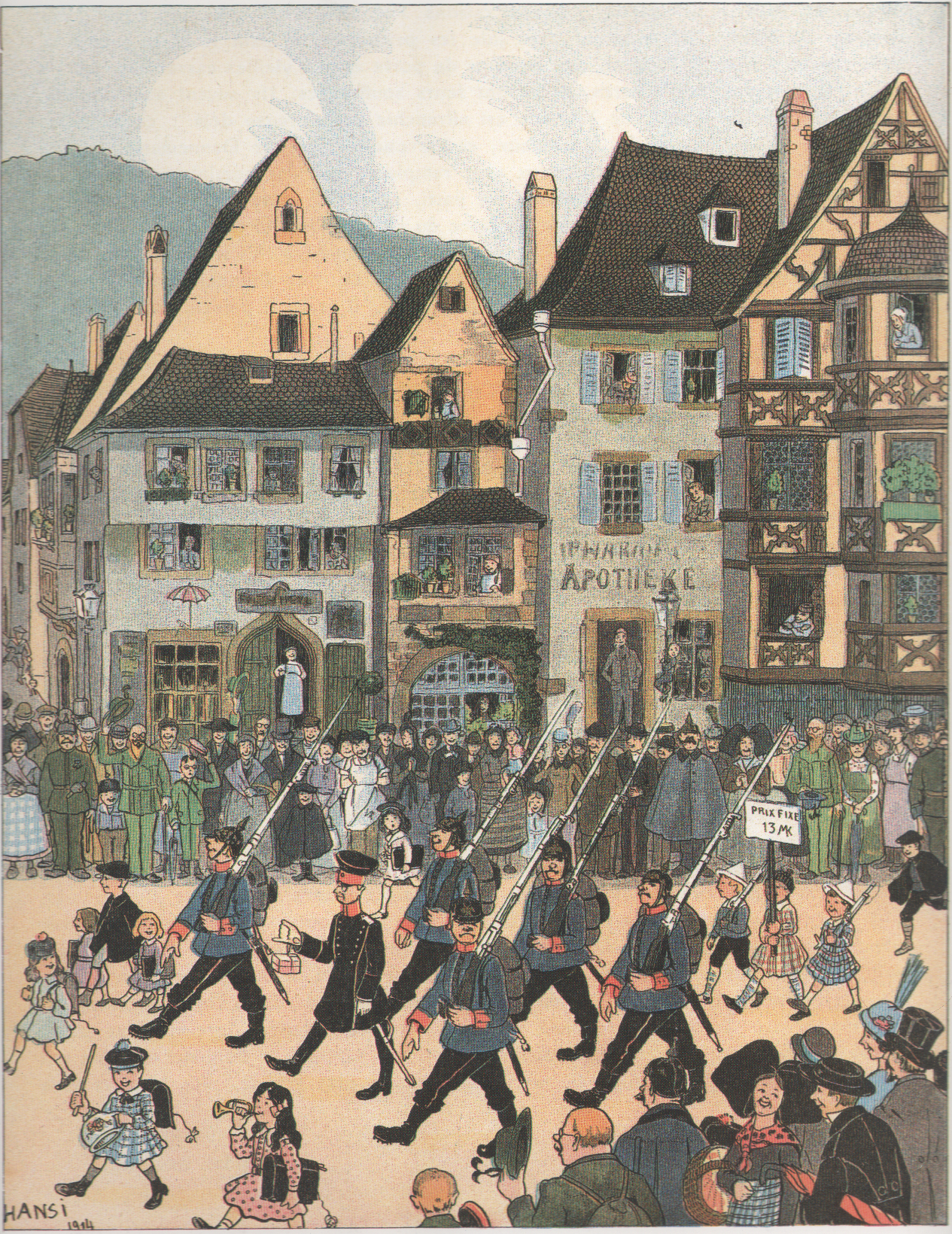
Zabern-Zwischenfall, gezeichnet von Hansi, 1916 (aus L’histoire d’Alsace racontée aux petits enfants)

„Die ganze Zaberner Geschichte ist explosiv – ein Zeichen, wie großartig die französische Hetze unter der Nase unserer Zivilbehörde unentdeckt und ungehindert gewühlt und gearbeitet hat, bis dieses Ergebnis erreicht worden ist in einer einst deutschen Stadt.“

„Wie uns angeblich noch keiner – um mit Bismarck zu reden – den preußischen Leutnant nachgemacht hat, so hat uns in der Tat noch keiner den preußisch-deutschen Militarismus ganz nachzumachen vermocht, der da nicht nur Staat im Staate, sondern geradezu ein Staat über dem Staat geworden ist […]“

„Leben wir in einer südamerikanischen Republik, wo jeder Oberst den Gerichtsbehörden das Gesetz diktieren darf, und hängen bei uns Leben und Freiheit der Bürger von den Entschlüssen einer Kasinogesellschaft ab?“

„Wir müssen uns dagegen verwahren, daß ein akademisches und militärisches Maulheldentum Stimmträger der deutschen Gesinnung wird.“

„Zabern ist nur ein Symptom.“

„Immer feste druff!“

„Säbelherrschaft“

„Und ist nicht das Morden und das Verstümmeln im Kriege der eigentliche Beruf und die wahre Natur jener ‚Militärbehörden‘, deren gekränkte Autorität in Zabern die Zähne gezeigt hat?“

„Es gibt in der Politik ‚Vorfälle‘, durch die das Wesen einer bestimmten Ordnung irgendwie schlagartig, aus einem verhältnismäßig geringfügigen Anlaß, mit ungewöhnlicher Wucht und Deutlichkeit zutage tritt.“